# Áyios Neóphytos (monastère)
Le monastère Áyios Neóphytos ou Áyios Neófytos ou Saint-Néophyte (grec moderne : Ιερά Μονή Αγίου Νεοφύτου) se trouve à 15 km à l'ouest de Paphos sur l'île de Chypre. Ce monastère en partie troglodyte et orné de fresques est l'un des plus connus à Chypre. Il a été fondé par le moine Néophyte le Reclus au XIIe siècle.

## Histoire
Le moine Néophyte est né à Káto Drys, à 4 km de Lefkara en 1134. Après un pèlerinage en Terre Sainte, il revient s’installer à Chypre dans les collines aux environs de Paphos et décide de vivre en ermite dans une petite grotte naturelle en 1159. S’étant assuré de la tranquillité de la région, il creuse dans la roche pour agrandir son ermitage, et disposer d’une petite chapelle et d’une autre cavité. L’ensemble constitue l’Enklistra. Il y devient Néophyte le Reclus.  En 1170, l’évêque de Paphos, Basile Kinnamos, l’ordonne prêtre. Il compose des hymnes et des traités, et écrit aussi une chronique sur l’invasion de l’île par Richard Cœur de Lion. Ses prêches attirent les foules. Bien qu'il ait désiré vivre en ermite solitaire, il est sollicité par des postulants et par l’évêque de Paphos pour créer  une communauté monastique,,.  Il meurt vers 1219.
Après sa mort, il est enterré dans l'Enklistra selon ses propres instructions détaillées. Son successeur, Isaïas, est mentionné dans ses écrits, mais on ne sait rien de son mandat comme abbé, et il n'y a aucune information sur les autres abbés au cours des trois siècles qui suivent. Cependant, le monastère s’agrandit et de nouvelles peintures et décorations sont quelquefois ajoutées. En 1503, un autre moine nommé Néophyte entreprend la rénovation de plusieurs œuvres d'art originales ainsi que la création de nouvelles icônes supplémentaires. En 1571, lorsque l’île est occupé par les troupes de l’Empire ottoman, les entrées des grottes sont murées pour préserver la partie  troglodyte. Cette partie, ainsi que les reliques de Néophyte le Reclus sont redécouverts en 1757,. La taille de la communauté monastique, installée dans les bâtiments extérieurs, fluctue pendant plusieurs siècles. Au cours des derniers siècles, le monastère et ses édifices sont restaurés. Il continue d'être habité à ce jour et les moines préservent le patrimoine historique.

## Architecture
L'Enklistra créée initialement par Néophyte le Reclus se compose de quatre salles creusées  dans la roche escarpée : la première à l’entrée (à gauche) fait fonction de narthex, les deux autres constituent, pour le moine, la chapelle proprement dite avec le naos puis le bêma. La dernière salle au fond est sa cellule, avec un accès distinct. Chaque pièce est décorée de fresques,.
En dehors de l'Enklistra se trouve l'église principale du monastère ou catholicon. Il s'agit d'une basilique d'inspiration vénitienne. Elle a été aussi décorée de peintures murales, bien que très peu d'entre elles subsistent. Actuellement, le monastère abrite également un musée sur l'histoire de la communauté monastique, mettant en exergue de nombreux icônes et manuscrits,.